# Сегал, Уриэль
Уриэль Сегал (англ. Uriel Segal; род. 7 марта 1944, Иерусалим, Палестина) — израильский дирижёр.

## Биография
Учился в Иерусалиме и Лондоне. Получил первое международное признание, выиграв в 1969 г. Международный конкурс дирижёров имени Димитриса Митропулоса, после в сезоне 1969—1970 гг. был помощника Леонарда Бернстайна в Нью-Йоркском филармоническом оркестре. Затем успешно работал в Европе, выступая с такими коллективами, как Английский камерный оркестр, Оркестр романской Швейцарии, Берлинский филармонический оркестр, оркестр Консертгебау и др. В 1969—1974 гг. возглавлял оркестр Philharmonia Hungarica. В 1972 г. руководил гастролями Симфонического оркестра Штутгартского радио в Польше, которые стали первым послевоенным выступлением западногерманского оркестра в этой стране.
В 1978—1980 гг. возглавлял Израильский камерный оркестр, затем в 1980—1982 гг. Борнмутский симфонический оркестр. В дальнейшем в большей степени работал в США, руководя Симфоническим оркестром Чаутаукуа (1989—2007) и одновременно Луисвиллским оркестром (1998—2004).